# Olpuch
Olpuch (kaszb. Òlpùch, niem. Olpuch) – wieś  w Polsce położona w województwie pomorskim, w powiecie kościerskim, w gminie Stara Kiszewa.
Wieś kaszubska  przy linii kolejowej 201 (przystanek kolejowy Olpuch, położona  na pograniczu trzech regionów krajobrazowych, na skraju Pojezierza Kaszubskiego i na wschodnim krańcu Wdzydzkiego Parku Krajobrazowego. Na południe od miejscowości znajdują się jeziora Przywłoczno i Wierzchul, a na zachód – jezioro Kotel. Pośrodku wsi znajdują się obok siebie tablice rozpoczynające Wdzydzki Park Krajobrazowy - Bory Tucholskie - Dolina Wierzycy. Miejscowość jest końcowym punktem turystycznego Szlaku im. Izydora Gulgowskiego. 
Olpuch to także miejsce obozów harcerskich, szczególnie Hufca Gdańsk-Śródmieście.  Wieś jest siedzibą sołectwa Olpuch, w którego skład wchodzą również miejscowości Bestra Suka, Lisia Huta i Łasinek.
W latach 1975–1998 miejscowość położona była w województwie gdańskim.
We wsi znajduje się rzymskokatolicki kościół filialny pw. MB Częstochowskiej.

## Historia miejscowości
W latach 90 XIX w. we wsi była szkoła katolicka, 10 zagród gburskich i 3 zagrodników. 
W roku 1892 wieś liczyła 173 mieszkańców. Dla 167 z nich językiem ojczystym był kaszubski, dla 6 niemiecki. Wszyscy Kaszubi byli katolikami, a Niemcy ewangelikami.
W latach II wojny światowej Niemcy, w ramach systematycznej akcji usuwania nazw geograficznych o słowiańskim brzmieniu, dokonali zmiany używanej w czasach pruskich niemieckiej nazwy Olpuch na sztuczną Klettenhagen, co można przetłumaczyć jako miejsce, gdzie rosną łopiany.

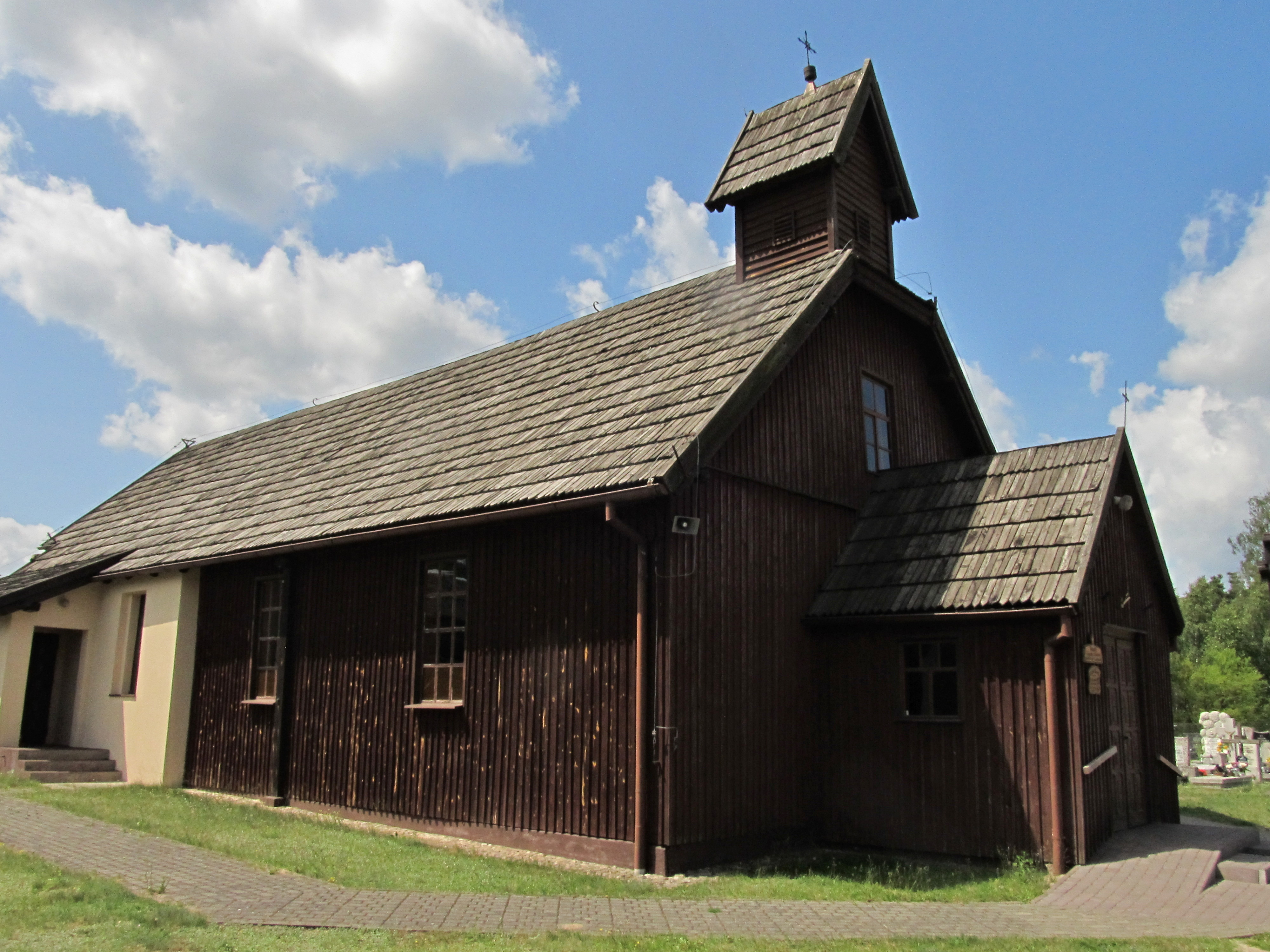
Kościół pw. MB Częstochowskiej